# Championnat d'Irlande du Nord de football 1983-1984
Navigation
Édition précédente Édition suivante
Le 82e Championnat d'Irlande du Nord de football se déroule en 1983-1984. Linfield FC remporte son trente-sixième et troisième titre consécutif de champion d’Irlande du Nord avec trois points d’avance sur le deuxième Glentoran FC. Cliftonville FC, complète le podium.  
Le championnat connait une mutation importante. Deux nouvelle équipes sélectionnées par la fédération nord-irlandaise rejoignent la première division qui passe ainsi à 14 clubs : Carrick Rangers et Newry Town qui fait ainsi son grand retour dans l’élite. Aucun système de promotion/relégation n’est mis en place.
Avec 15 buts marqués chacun, Martin McGaughey et Trevor Anderson tous deux de Linfield FC se partagent le titre de meilleur buteur de la compétition.

## Les 14 clubs participants
| Club             | Stade                 | Capacité | Ville         |
| ---------------- | --------------------- | -------- | ------------- |
| Ards FC          | Castlereagh Park      | 8 000    | Newtownards   |
| Ballymena United | The Showgrounds       | 7 500    | Ballymena     |
| Bangor FC        | Clandeboye Park       | 4 000    | Bangor        |
| Carrick Rangers  | Taylor's Avenue       | 6 000    | Carrickfergus |
| Cliftonville FC  | Solitude              | 7 200    | Belfast       |
| Coleraine FC     | The Showgrounds       | 6 600    | Coleraine     |
| Crusaders FC     | Seaview               | 9 100    | Belfast       |
| Distillery FC    | New Grosvenor Stadium | 8 000    | Lisburn       |
| Glenavon FC      | Mourneview Park       | 7 300    | Lurgan        |
| Glentoran FC     | The Oval              | 14 100   | Belfast       |
| Larne FC         | Inver Park            | 6 000    | Drumahoe      |
| Linfield FC      | Windsor Park          | 20 500   | Belfast       |
| Newry Town       | The Showgrounds       | 6 500    | Newry         |
| Portadown FC     | Shamrock Park         | 5 800    | Portadown     |

## Compétition

### Classement
Le classement est établi sur le barème de points classique (victoire à 2 points, match nul à 1, défaite à 0).
| Rang | Équipe             | Pts | J  | G  | N  | P  | Bp | Bc | Diff |
| ---- | ------------------ | --- | -- | -- | -- | -- | -- | -- | ---- |
| 1    | Linfield FC T      | 45  | 26 | 22 | 1  | 3  | 76 | 23 | +53  |
| 2    | Glentoran FC       | 42  | 26 | 18 | 6  | 2  | 65 | 19 | +46  |
| 3    | Cliftonville FC    | 31  | 26 | 12 | 7  | 7  | 28 | 23 | +5   |
| 4    | Ards FC            | 29  | 26 | 9  | 11 | 6  | 32 | 26 | +6   |
| 5    | Coleraine FC       | 28  | 26 | 11 | 6  | 9  | 44 | 34 | +10  |
| 6    | Ballymena United C | 28  | 26 | 10 | 8  | 8  | 32 | 30 | +2   |
| 7    | Glenavon FC        | 27  | 26 | 10 | 7  | 9  | 41 | 33 | +8   |
| 8    | Crusaders FC       | 27  | 26 | 11 | 5  | 10 | 38 | 41 | -3   |
| 9    | Distillery FC      | 26  | 26 | 11 | 4  | 11 | 35 | 42 | -7   |
| 10   | Portadown FC       | 24  | 26 | 9  | 6  | 11 | 28 | 31 | -3   |
| 11   | Newry Town         | 19  | 26 | 8  | 3  | 15 | 30 | 48 | -18  |
| 12   | Bangor FC          | 14  | 26 | 4  | 6  | 16 | 24 | 57 | -33  |
| 13   | Larne FC           | 15  | 26 | 7  | 1  | 18 | 25 | 58 | -33  |
| 14   | Carrick Rangers    | 9   | 26 | 3  | 3  | 20 | 24 | 57 | -33  |

| Légende : Qualifications et relégations | Légende : Qualifications et relégations                                      |
| --------------------------------------- | ---------------------------------------------------------------------------- |
|                                         | Coupe d'Europe des Clubs champions 1984-1985                                 |
|                                         | Coupe d'Europe des vainqueurs de coupe 1984-1985                             |
|                                         | Coupe UEFA 1984-1985                                                         |
|                                         | Relégation en deuxième division                                              |
|                                         | T : Tenant du titre C : Vainqueurs de la Coupe d'Irlande du Nord de football |

## Bilan de la saison
| Tableau d'Honneur                         |                  |
| Compétition                               | Vainqueur        |
| Championnat d'Irlande du Nord de football | Linfield FC      |
| Coupe d'Irlande du Nord de football       | Ballymena United |

| Promotions et relégations |       |
| Relégués                  | Aucun |
| Promus                    | Aucun |

## Statistiques

### Meilleur buteur
1. Martin McGaughey, Linfield FC, 15 buts

-Trevor Anderson, Linfield FC, 15 buts